# مملكة يهوذا
مملكة يهوذا  هي مملكة بائدة لبني إسرائيل ناطقة باللغات السامية ظهرت في جنوب بلاد الشام خلال العصر الحديدي. عاصمة المملكة هي مدينة القدس غير الساحلية المتمركزة في مرتفعات يهودا. تعود تسمية اليهود إلى يهوذا بن يعقوب وينحدرون منه أساسًا.
يصور الكتاب المقدس العبري مملكة يهوذا كخليفة لمملكة إسرائيل الموحدة، وهو مصطلح يدل على الملكية الموحدة تحت حكم ملوك الكتاب المقدس شاول وداود وسليمان وشملت أراضي يهوذا وإسرائيل. ومع ذلك، خلال الثمانينيات، بدأ بعض علماء الكتاب المقدس يجادلون بأن الأدلة الأثرية لوجود مملكة واسعة قبل أواخر القرن الثامن قبل الميلاد ضعيفة للغاية، وشككوا في موثوقية المنهجيات المستخدمة. تشير الدلائل إلى أنه في القرن العاشر وأوائل القرن التاسع قبل الميلاد، كانت يهوذا ذات كثافة سكانية منخفضة وكان معظمها من المستوطنات الريفية غير المحصنة. يظهر نقش تل القاضي المكتشف عام 1993 أن المملكة (على الأقل بشكل ما) كانت موجودة بحلول منتصف القرن التاسع قبل الميلاد، لكنه لا تشير إلى مدى قوتها. ومع ذلك، تدعم الحفريات الأخيرة في خربة قيافا وجود مملكة منظمة مركزيًا وحضرية بحلول القرن العاشر قبل الميلاد وفقا لفرق التنقيب.
زاد عدد سكان المملكة بشكل كبير في القرن السابع قبل الميلاد، وازدهرت تحت التبعية الآشورية، على الرغم من اشتعال ثورة حزقيا ضد الملك الآشوري سنحاريب. استغل يوشيا الفراغ السياسي الذي نتج عن تراجع الإمبراطورية الآشورية وظهور الحكم المصري على المنطقة لتنفيذ إصلاحاته الدينية. يُفترض أن المصدر التثنوي (الذي يروي تاريخ الأمة من يشوع إلى يوشيا ويعبر عن وجهة نظر عالمية مبنية على المبادئ القانونية الموجودة في سفر التثنية) قد كتب خلال هذه الفترة الزمنية نفسها ويؤكد على أهمية التمسك بها. مع السقوط النهائي للإمبراطورية الآشورية الجديدة في عام 605 قبل الميلاد، ظهرت المنافسة بين مصر والإمبراطورية البابلية الحديثة للسيطرة على بلاد الشام، مما أدى في النهاية إلى الانحدار السريع لمملكة ليهوذا. شهد أوائل القرن السادس قبل الميلاد موجة من التمردات اليهودية المدعومة من مصر ضد الحكم البابلي والتي تم سحقها. في عام 587 قبل الميلاد، حاصر نبوخذ نصر الثاني القدس ودمرها، مما أدى إلى نهاية المملكة. نفي عدد كبير من اليهود إلى بابل، ثم ضمت المملكة المنهارة كمقاطعة بابلية.

بعد سقوط بابل في يد الإمبراطورية الأخمينية الفارسية، سمح الملك كورش الكبير لليهود الذين تم ترحيلهم بعد غزو يهوذا بالعودة. كما سُمح لهم بالحكم الذاتي تحت الحكم الفارسي. ولم يستعيد اليهود استقلالهم بالكامل إلا بعد مرور 400 عام في أعقاب ثورة المكابيين.

## السجل الأثري
تشير قصة داود وسليمان في القرن العاشر قبل الميلاد إلى أصول مملكة يهوذا. لا يوجد أي أدلة أثرية تؤكد وجود مملكة يهوذا القوية والواسعة قبل أواخر القرن الثامن قبل الميلاد. يعتبر لوح نمرود المؤرخ في 733 ق.م أقدم سجل معروف يظهر فيه اسم مملكة يهوذا (مكتوب بالكتابة المسمارية الأشورية)، ولم تكن المملكة حينها أكثر من كيان قَبَليّ صغير يقتصر على مدينة القدس ومحيطها القريب.
كان وضع القدس في القرن العاشر قبل الميلاد موضوع نقاش رئيسي. تشكل مدينة داوود أقدم مدينة في القدس والجوهر الحضري الأصلي لها، ولا تظهر أي دليل على نشاط سكاني إسرائيلي كبير حتى القرن التاسع قبل الميلاد، ومع ذلك فإن الهياكل الإدارية المتميزة مثل الهيكل الحجري المتدرج والأبنية الحجرية الكبيرة تحتوي على ثقافة تعود إلى العصر الحديدي الأول. اعتبر عالم الآثار إسرائيل فينكلستاين أن القدس في القرن العاشر قبل الميلاد كانت قرية صغيرة بين قرى يهوذا وليست عاصمة للملكة بسبب النقص الواضح في النشاط الاستيطاني فيها في ذلك القرن، ويعتقد فينكلستاين أن المدينة ربما كانت غير مأهولة بشكلٍ غير كامل.
تشير مجموعة من الأوامر العسكرية التي عُثر عليها في أنقاض قلعة عسكرية في النقب تعود إلى فترة مملكة يهوذا إلى معرفة القراءة والكتابة على نطاق واسع بين السكان، وباعتبار أنَّ هذه الأوامر منقوشة على الألواح فإن القدرة على القراءة والكتابة كانت ممتدة عبر سلسلة من القيادات العسكرية، وبحسب البروفيسور أليعازر بياسيتسكي الذي شارك في تحليل النصوص السابقة: فقد كانت معرفة القراءة والكتابة موجودة على جميع مستويات الأنظمة الإدارية والعسكرية والكهنوتية في يهوذا، ولم تقتصر معرفة القراءة والكتابة على نخبة صغيرة، وهذا ما يشير إلى وجود بنية تحتية تعليمية كبيرة في يهوذا في ذلك الوقت.

### العلاقات مع المملكة الشمالية
حاول ملوك يهوذا في أول ستين سنة من عمر المملكة إعادة فرض سلطتهم على مملكة إسرائيل الشمالية، وكانت هناك حالة حرب دائمة بين المملكتين. كانت إسرائيل ويهوذا في حالة حرب طوال فترة حكم رحبعام الذي دام سبعة عشر عامًا. بنى رحبعام دفاعات متقنة وحصَّن مدنه بشكل جيد، ولكن في السنة الخامسة من حكمه هاجم الفراعنة مملكة يهوذا على رأس جيش كبير واستولوا على العديد من المدن (في القرن العاشر قبل الميلاد). دفع رحبعام كل كنوز الهيكل كجزية للفراعنة، وأصبحت مملكة يهوذا تابعة لمصر.
واصل ابن رحبعام وخليفته أبيام جهود والده لإخضاع مملكة إسرائيل لسيطرته، فخاض معركة جبل زماريم ضد يربعام ملك إسرائيل وانتصر عليه مع خسائر فادحة في الأرواح على الجانب الإسرائيلي، ووفقًا للسجلات الإسرائيلية فقد هزمهم أبيام وقتل 500 ألف رجل من إسرائيل، ولم يعد يربعام يشكل تهديدًا يذكر لمملكة يهوذا لبقية فترة حكمه. حافظ نجل أبيام وخليفته آسا على السلام خلال أول 35 سنة من حكمه، وعمل في تلك الفترة على تجديد وتعزيز القلاع التي بناها جده رحبعام. تذكر مصادر تاريخية أن آسا هزم الملك الأثيوبي زارح المدعوم من مصر في معركة زيفاث، وكان جيش زارح يتكون من مليون رجل مع 300 عربة في حين أن جيش آسا تكون من 580 ألف مقاتل، لا تُحدد مصادر الكتاب المقدس فيما إذا كان زارح فرعونًا أم قائدًا عسكريًا أثيوبيًا. تعقب آسا فلول الأثيوبيين على طول الطريق إلى جيرار، وحفظ السلام الناتج عن هذه الحملة العسكرية مملكة يهوذا من الغارات المصرية لعدة قرون لاحقة. واجه آسا ملك إسرائيل بعشا في عامه السادس والثلاثين. بنى بعشا قلعة في رامة على بعد أقل من عشرة أميال من القدس، فوقعت العاصمة تحت الحصار والضغط العسكري. دفع ذلك آسا لإرسال كنوز المعبد من الذهب والفضة إلى بن حداد الأول ملك أرام دمشق، مقابل إلغاء الملك الدمشقي لمعاهدة السلام مع بعشا. هاجم بن حداد إيجون ودان والعديد من المدن الهامة في مملكة إسرائيل واضطر بعشا إلى الانسحاب من رامة. هاجم آسا القلعة غير المكتملة ودمرها، واستخدم موادها الخام لتحصين قلاعه.
خلف آسا في الحكم ابنه يهوشافاط، والذي غيَّر من سياسة مملكة يهوذا بشكل جذري تجاه إسرائيل، فسعى إلى التحالف والتعاون مع المملكة الشمالية. تحالف يهوشافاط مع أخاب عن طريق المصاهرة، ولكن هذا التحالف أدى إلى كارثة للمملكة في معركة راموت جلعاد، ثم دخل في تحالف مع أخزيا بهدف تطوير التجارة البحرية لكن الأسطول الذي بناه دُمر على الفور. جهز يهوشافاط أسطولًا جديدًا دون تعاون مع ملك إسرائيل وعلى الرغم من نجاح هذا الأسطول لم تتطور التجارة البحرية لمملكة يهوذا. انضم يهوشافاط إلى يهورام ملك إسرائيل في حربه ضد الموآبيين الذين كانوا يدفعون الجزية لإسرائيل. كانت هذه الحرب ناجحة، وأُخضع الموآبيون من جديد.
خلف يهوشافاط ابنه يهورام الذي شكل تحالفًا مع مملكة إسرائيل بزواجه من عثليا بنة أخاب، وعلى الرغم من هذا التحالف فقد كان حكم يهورام غير مستقر، فثارت عليه مملكة إدوم واضطر إلى الاعتراف باستقلالهم. هاجم الفلسييون
```
والعرب والإثيوبيون المملكة ونهبوا منزل الملك وأسروا جميع أفراد عائلته باستثناء ابنه الأصغر أخزيا.
[
23
]
```

### صراع الإمبراطوريات
أصبح حزقيا الحاكم الوحيد لمملكة يهوذا في عام 715 ق.م، وشكَّل تحالفات مع عسقلان ومصر، واتخذ موقفًا معارضًا للإمبراطورية الآشورية برفضه دفع الجزية، وردًا على ذلك هاجم سنحاريب ملك آشور مدن يهوذا المحصنة، ما اضطر حزقيا لدفع ثلاثمئة سلة من الفضة وثلاثين سلة من الذهب إلى الآشوريين، وهو الأمر الذي تطلب منه إفراغ الهيكل والخزينة الملكية من الفضة وسحب الذهب من بوابات هيكل سليمان. ورغم هذه الجزية الضخمة فقد حاصر سنحاريب القدس في عام 701 ق.م، ولكنه لم يستولِ عليها. أصبحت مملكة يهوذا تابعة للآشوريين في عهد منسى (687 ق.م – 643 ق.م)، وخضعت لسنحاريب وخلفائه: أسرحدون وآشوربانيبال. اعتُبر منسى من التابعين للإمبراطورية الآشورية، فقد ساعد في توفير مواد البناء لمشاريع أسرحدون وفي حملة آشوربانيبال على مصر.
عندما أصبح يوشيا ملكًا على يهوذا في عام 640 ق.م كان الوضع الدولي قد تغير، فقد بدأت الإمبراطورية الآشورية الجديدة تتفكك، ولم تأخذ الإمبراطورية البابلية محلها، وكانت مصر لاتزال تتعافى من الاستعمار الآشوري. استطاعت مملكة يهوذا في ظل الفراغ هذا أن تحظى باستقلالٍ مؤقت دون أي تدخل أجنبي، ومع ذلك قاد الفرعون نخاو الثاني جيشًا كبيرًا في ربيع عام 609 ق.م، اجتاز نخاو الثاني الطريق الساحلي إلى سوريا وصولًا إلى نهر الفرات لمساعدة الآشوريين هناك. وأثناء مروره بالقرب من أراضي دولة يهوذا منع جيش يوشيا القوات المصرية من دخول أراضيه، وربما يعود ذلك إلى أنه شعر بضعف الآشوريين والمصريين بعد موت الفرعون بسماتيك الأول (610 ق.م). حاول يوشيا عرقلة تقدم القوات المصرية في مجدو في محاولة منه لدعم البابليين في مواجهة التحالف الآشوري المصري، وحدثت معركة شرسة قُتل فيها يوشيا، ثم انضم نخاو مع جيشه إلى القوات الآشورية وعبروا نهر الفرات وحاصروا حران، لكن القوات المشتركة فشلت في الاستيلاء على المدينة، وتراجع نخاو إلى شمال سوريا، وأدى هذا الفشل أيضًا لتفكك الإمبراطورية الآشورية. عند عودة الفرعون نخاو الثاني إلى مصر في عام 608 ق.م، ومرَّ عبر أراضي مملكة يهوذا وجد أن يهوآحاز قد تولى العرش فخلعه واستبدله بأخيه الأكبر يهوياقيم، وفرض على مملكة يهوذا ضريبةً باهظة، وأخذ معه يهوآحاز إلى مصر كأسير.
حكم يهوياقيم مملكة يهوذا كتابع لمصر، ودفع جزية كبيرة سنويًا، ومع ذلك عندما هزم البابليون المصريين في كركميش في عام 605 ق.م غيَّر يهوياقيم ولاءه، وأعلن تأييده لنبوخذ نصر الثاني ملك بابل. حاول نبوخذ نصر الثاني في عام 601 ق.م - في السنة الرابعة من حكمه - غزو مصر ولكنه فشل وتكبَّد خسائر فادحة. أدى هذا الفشل إلى العديد من التمردات بين دول بلاد الشام التي تدين بالولاء لبابل، وتوقف يهوياقيم عن التبعية لنبوخذ نصر وأيَّد مصر. سرعان ما تعامل نبوخذ نصر مع هذه التمردات فغزا أراضي سوريا وممالكها، وفي عام 599 ق.م حاصر القدس. مات يهوياقيم عام 598 ق.م خلال الحصار، وخلفه ابنه جيكونيا. سقطت المدينة بعد حوالي ثلاثة أشهر في 16 مارس 597 ق.م. نهب نبوخذ نصر القدس ومعبدها الشهير، وحمل كل كنوز المعبد إلى بابل. رحَّل نبوخذ نصر جزءًا كبيرًا من سكان يهوذا إلى بابل (10 آلاف تقريبًا).